# Rostspett
Rostspett (Micropternus brachyurus) är en asiatisk fågel i familjen hackspettar inom ordningen hackspettartade fåglar.

## Utseende
Rostspetten är en 25 cm lång, som namnet avslöjar rostfärgad hackspett, med rätt kort, svart näbb och spretig tofs. Den rostbruna fjäderdräkten är tydligt svartbandad. Hanen har en scharlakansröd fläck på örontäckarna.

## Läten
Lätet är ett högljutt, ljust "ke ke kre ke". Trumningen är distinkt gles.

## Utbredning och systematik
Rostspett delas vanligen in i elva underarter med följande utbredning:
- Micropternus brachyurus humei – förekommer från norra Indien, i Himachal Pradesh, till västra Nepal
- Micropternus brachyurus jerdonii – västra Indien (söderut från södra Gujarat) söderut vidare till Sri Lanka
- Micropternus brachyurus phaioceps – från centrala Nepal och östra Indien till sydöstra Tibet, Myanmar, södra Kina och södra Thailand
- Micropternus brachyurus fokiensis – södra Kina och norra Vietnam
- Micropternus brachyurus holroydi – Hainan
- Micropternus brachyurus williamsoni – södra och sydvästra Thailand
- Micropternus brachyurus annamensis – Laos, Kambodja samt södra och centrala Vietnam
- Micropternus brachyurus badius – Malackahalvön till Sumatra, Bangka, Belitung och Nias
- Micropternus brachyurus brachyurus – Java
- Micropternus brachyurus badiosus – Borneo och norra Natunaöarna

### Släktestillhörighet
Den placeras som enda art i släktet Micropternus. Tidigare placerades den i Celeus, men studier visar att rostspetten är närmare släkt med exempelvis Meiglyptes.

## Levnadssätt
Rostspetten hittas i bergsbelägen lövskog. Den livnär sig huvudsakligen på bona från trädlevande myror, men kan också ses ta myror på marken. Fågeln bygger till och med sitt bo inne i myrboet, utan att synbart påverkas av deras stick.

## Status och hot
Arten har ett stort utbredningsområde och en stor population, men tros minska i antal på grund av habitatförstörelse, dock inte tillräckligt kraftigt för att den ska betraktas som hotad. Internationella naturvårdsunionen IUCN kategoriserar därför arten som livskraftig (LC). Världspopulationen har inte uppskattats men den beskrivs som lokalt vanlig till ovanlig.